# Alkoholate

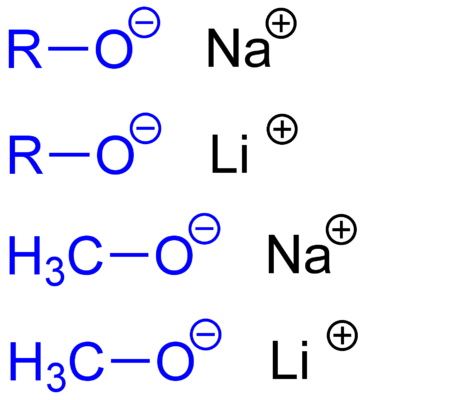
Alkoholate von oben nach unten: Allgemeine Formel eines Natriumalkoholates und eines Lithiumalkoholates. Formel von Natriummethanolat und Lithiummethanolat. Das Alkoholat-Anion ist blau gekennzeichnet. R ist ein aliphatisch gebundener Rest.

Alkoholate, auch Alkanolate und Alkoxide genannt, sind Salze aus Metallkationen und Alkoholatanionen. Die allgemeine Formel lautet (RO)nM (M = Metallion; n entspricht der Wertigkeit dieses Metallions). Die Namen der Alkoholate leiten sich von den jeweiligen Alkoholen ab, beispielsweise Methanolate von Methanol, Ethanolate von Ethanol und Propanolate von 1-Propanol. Sie werden beispielsweise in der Williamson-Ethersynthese und in Sol-Gel-Prozessen verwendet.

## Darstellung
Alkoholate können in einigen Fällen durch direkte Reaktion von Metallen mit Alkoholen synthetisiert werden. Dies funktioniert insbesondere bei Alkoholaten kurzkettiger Alkohole mit hochreaktiven Metallen, also Alkali- und Erdalkalimetallen. Beispielsweise entsteht Natriumethanolat durch Einwirkung von Natrium auf Ethanol, wobei Wasserstoffgas entweicht:

## Eigenschaften
In reiner Form sind Alkoholate Feststoffe, sie reagieren jedoch leicht mit Sauerstoff zu Peroxiden oder mit Wasser (auch Luftfeuchtigkeit) unter Hydrolyse. So entstehen, z. B. nach:

## Verwendung und Reaktionen
Alkoholate finden beispielsweise Anwendung in der Williamson-Ethersynthese mit Halogenalkanen (Zum Beispiel Diethylether aus Natriumethanolat und Chlorethan) (1):
{\displaystyle \mathrm {1)\ R^{1}{-}O^{-}+X-R^{2}\longrightarrow R^{1}{-}O{-}R^{2}+X^{-}} }
Mit Carbonsäurehalogeniden lassen sich Ester darstellen (2):
{\displaystyle \mathrm {2)\ R^{1}{-}O^{-}+X{-}(CO){-}R^{2}\longrightarrow R^{1}{-}O{-}(CO){-}R^{2}+X^{-}} }
Bei Kontakt mit Wasser reagieren Alkoholate in einer Säure-Base-Reaktion zum entsprechenden Alkohol und Hydroxidionen (4):
{\displaystyle \mathrm {4)\ R{-}O^{-}+H_{2}O\longrightarrow R{-}OH+OH^{-}} }
Weiterhin werden Alkoholate zunehmend in Sol-Gel-Prozessen zur Herstellung beispielsweise von Dünnschichten verwendet.